# Corinne (Utah)
Corinne é uma cidade localizada no estado norte-americano de Utah, no Condado de Box Elder.

## Demografia
Segundo o censo norte-americano de 2000, a sua população era de 621 habitantes.
Em 2006, foi estimada uma população de 640, um aumento de 19 (3.1%).

## Geografia
De acordo com o United States Census Bureau tem uma área de
9,5 km², dos quais 9,3 km² cobertos por terra e 0,2 km² cobertos por água.

## Localidades na vizinhança
O diagrama seguinte representa as localidades num raio de 16 km ao redor de Corinne.